# メアリー・マッキロップ
メアリー・マッキロップ（英語: Mary Mackillop, 1842年1月15日 - 1909年8月8日）は、オーストラリアのローマ・カトリック教会の修道女、聖人。

## 生涯
マッキロップはビクトリア州のメルボルン市フィッツロイに生まれる。父親はローマで教育を受けた司祭で、母親はスコットランド出身の女性だった。夫婦の間には八人の子供が生まれたが、メアリーは最初の子供だった。
1866年、聖ヨセフ聖心修道会を南オーストラリア州のペノラという都市に設立した。ここで彼女は恵まれない子供達を教育した。1871年に彼女は破門されてしまう。1873年に彼女は教会への復帰を目指してローマを訪問し、教皇ピウス9世から修道会活動の承認を得て、ニューサウスウェールズ州やニュージーランドでの活動を始めレオ13世もこれを認めた。
1909年8月8日、シドニー北部で死去。
マッキロップはオーストラリア人として初めて1995年、ローマ教皇ヨハネ・パウロ2世によって列福され、2008年7月17日に教皇ベネディクト16世がワールドユースデイシドニー大会開催の際、彼女の墓を訪問し、翌2009年12月19日に彼女の奇跡を認め、2010年1月19日に列聖され、オーストラリア初のカトリック聖人となった。